# Sinclair BASIC

Program v Basicu ZX Spectra: číslované řádky obsahují příkazy

Sinclair BASIC je dialekt programovacího jazyka BASIC pro počítače Sinclair ZX Spectrum vyvinulý firmou Nine Tiles Networks.

## Historie
První varianta z roku 1979 byla uložena ve 4 KB ROM počítače ZX80. Šlo o nekompletní implementaci minimal BASICu podle normy ANSI z roku 1978. Vývoj pokračoval 8 KB verzí pro ZX81 a implementací pro ZX Spectrum, která se vešla do 16 KB ROM. Na počítačích ZX Spectrum +2 a ZX Spectrum +3 byl použit jazyk Sinclair 128 BASIC, který byl rozšířený o některé příkazy a možnost psát příkazy po písmenech.
Protože implementace Sinclair BASICu ponechávala v ROM počítačů ZX Spectrum nevyužité místo, objevilo se několik ROM se Sinclair BASICem rozšířeným o některé možnosti. Jednou z těchto modifikací je SE BASIC Andrewa Owena, který podporuje i rozšířené grafické možnosti obvodu ULAplus, a jehož některé rozšířené příkazy byly inspirovány obdobnými rozšířenými příkazy počítačů TK 95, Timex Sinclair 2068 a původní španělské verze počítače Sinclair ZX Spectrum 128K+. Andrew Owen je také autorem OpenSE Basicu, což je varianta Sinclair BASICu vydaná pod licencí GPL v.2. Sinclair BASICem byl inspirován projekt Sparky eZX BASIC.

## Jazyk

### Zápis a spuštění programu
V době návrhu Sinclair BASICu bylo běžné, že se řádky programu číslovaly. Programátor musel čísla řádků zapisovat sám. Pokud se číslo řádku nezapsalo, ihned po zadání příkazu se tento příkaz vykonal.
Spuštění programu se provádí příkazem RUN (od začátku programu), nebo RUN s číslem řádku (od daného čísla řádku). Program je možné také spustit příkazem GO TO (s číslem řádku). Pokud je program spuštěn například příkazem RUN 5, ale číslo řádku 5 neexistuje, spustí se program od následujícího vyššího čísla řádku (například 10). Program není nutné ukončovat příkazem STOP, jak to bylo běžné v mnoha jiných variantách BASICu.
Příkazy spuštěného programu se interpretovaly, proto byl běh programu relativně pomalý a BASIC vhodný spíše pro didaktické účely. K programování her a dalšího komerčního softwaru se užíval jazyk symbolických adres a jeho kompilace do strojových instrukcí procesoru pomocí assembleru.

### Klíčová slova
Spectrum mělo 86 klíčových slov, která byla napsána na klávesnici. Slova se psala stiskem klávesy v režimu klíčových a rozšířených klíčových slov, režim byl indikován blikajícím písmeny K či E, které představoval kurzor. Ve výčtu jsou vyznačena takto: příkazy, výrazy, funkce a ostatní klíčová slova:
ABS, ACS, AND, ASN, AT, ATN, ATTR, BEEP, BIN, BORDER, BRIGHT, CAT, CHR$, CIRCLE, CLEAR, CLOSE#, CLS, CODE, CONTINUE, COPY, COS, DATA, DEF FN, DIM, DRAW, ERASE, EXP, FLASH, FN, FOR, FORMAT, GO SUB, GO TO, IF, IN, INK, INKEY$, INPUT, INT, INVERSE, LEN, LET, LINE, LIST, LLIST, LN, LOAD, LPRINT, MERGE, MOVE, NEW, NEXT, NOT, OPEN#, OR, OUT, OVER, PAPER, PAUSE, PEEK, PI, PLOT, POINT, POKE, PRINT, RANDOMIZE, READ, REM, RESTORE, RETURN, RND, RUN, SAVE, SCREEN$, SGN, SIN, SQR, STEP, STR$, TAB, TAN, THEN , TO, USR, VAL, VAL$, VERIFY
Výrazy a příkazy, které byly pouze na počítačích ZX81, TS1000 a TS1500:
FAST, SCROLL, SLOW, UNPLOT, GOSUB/GOTO (Spectrum má GO SUB a GO TO)
Model 128K přinesl tyto příkazy:
PLAY, SPECTRUM
Původní Španělská verze počítače ZX Spectrum 128K+ neobsahovala systém nabídek jako pozdější anglická verze a verze z ní vycházející, ale místo nich používala další přidané příkazy:
EDIT, RENUMBER, DELETE a WIDTH.
Tyto příkazy ovšem není možné vložit do programu, jsou určeny pouze k přímému vykonání.
Timex BASIC používaný v TS2048 a TS2068 (kompatibilních se Spectrem) má navíc těchto šest slov:
DELETE, FREE, ON ERR, RESET, SOUND, STICK
Počítače TK 90X a TK 95 mají navíc příkazy:
TRACE a UDG.

#### Zvláštní rysy

##### Else
Neexistuje operátor ELSE ve výrazu IF - THEN (- ELSE). Tedy namísto
```
10
 
IF
 
V
=
5
 
THEN
 
GO
 
TO
 
50
 
ELSE
 
GO
 
TO
 
100

```

se musí zapsat
```
10
 
IF
 
V
=
5
 
THEN
 
GO
 
TO
 
50

20
 
GO
 
TO
 
100

```

##### LET
LET je povinné. Tedy zapisuje se 
```
10
 
LET
 
A
=
1

```

 na rozdíl od chybného zápisu 
```
A
=
1

```

### Proměnné
Název proměnné typu textový řetězec musí obsahovat pouze jeden znak. Tedy 
```
10
 
LET
 
A
=
5

20
 
LET
 
Apples
=
5

30
 
LET
 
A$
=
"Hello"

```

jsou správné, ale 
```
LET
 
APPLES$
=
"Fruit"

```

je chybný zápis.

## Hello World
Velmi jednoduchý příklad programu Hello world může vypadat takto:
```
 
10
 
PRINT
 
"Hello World"

```

## Možnosti rozšíření syntaxe a množiny příkazů v ZX Spectru
- pomocí externí ROM, např. v ZX Interface 1, Disciple,
- výměnou ROM, např. ISO ROM, LEC ROM,
- využitím systémové proměnné ON ERROR,
- interpretací poznámek v příkazu REM,[11][p 5]
- napojením doplňkového interpretu na stránkovací rutiny ZX Specter 128,[14]
- napojením doplňkového interpretu na rozšiřující interpret v ZX Interface 1.[15][16]
- softwarovou nadstavbou, např. Beta BASIC